# Puerto Natales
Puerto Natales é uma cidade da Patagónia Chilena situada a 247 km a noroeste de Punta Arenas. É a capital da comuna homônima e da província de Última Esperanza na região de Magalhães e Antárctida Chilena.
É o principal ponto de entrada para os visitantes do Parque Nacional Torres del Paine e onde chegam as embarcações provenientes da cidade de Puerto Montt que conectam a Região de Magallanes com o resto do país.

## Ocupação britânica
A Ultima Esperanza, originalmente habitada por tribos e Kaweskar Aonikenk, foi explorada em 1557 pelo navegador Juan Ladrillero em busca de uma rota que o levasse ao Estreito de Magalhães. Três séculos depois, em 1830, a expedição do HMS Beagle, enviado pelo Almirantado britânico, voltou à província de Ultima Esperanza para explorar toda a indústria descoberta por Ladrillero. Os nomes de alguns membros da expedição foram usados para intitular algundos dos acidentes geográficos da região: Robert Fitz Roy, William Skyring, James Kirke e do naturalista Charles Darwin. 

## Descoberta
Em 1870, recém-renascido interesse nas terras de Ultima Esperanza. Entre o viajante audaz que se aventuraram por estas áreas desoladas destaque Santiago Zamora, que entrou para a história como o Zamora baqueano ea quem devemos a descoberta da região do lago de Paine e grandes manadas de cavalos selvagens ou baguales. 
Em 1877 a área de Last Hope foi coberto pelo Sr. Thomas Rogers, emitido para fins científicos. Anos mais tarde, o governo encomendou a fragata capitão Ramón Serrano Montaner para penetrar mais profundamente no território descoberto pelo tijolo e ratificado por ambos os vaqueiros e mediante a emissão de Rogers. Serrano começou sua exploração em 1889, descobrir os lagos chamado Balmaceda e Pinto. Em sua viagem ao lago Toro chegou e encontrou o seu estabelecimento em um grande rio que mais tarde seria nomeado em sua honra, Rio Serrano. Em 1892, notícias sobre a qualidade ea quantidade de terra ao norte de Punta Arenas começou a interessar as pessoas que queriam explorá-los. Conclusão das expedições de reconhecimento, um ex-capitão do comerciante alemão, Hermann Eberhard, decidiu estabelecer-se nesta área e pede permissão para entrar no sector da Última Esperança. Depois de ser concedida autorização pelo Manuel Señoret, governador do Território de Magalhães, em 1893 começou a colonização da província. A Eberhard juntou Stubenrauch, Kark, Carpinteiro, Tweedie, Otten e muitos outros colonos, principalmente britânicos e alemães. Assim nasceu Puerto Consuelo, Condor e Puerto Bories últimos Porto a 5 km a noroeste de Puerto Natales. 
A atividade atraiu esses colonos foram os ovinos e bovinos, a principal atividade econômica na região. Em 1904, Rodolfo Stubenrauch construiu um hotel e um armazém perto do rio agora Natales, tornando-se um cruzamento de tráfego maior. Isso fez com que o Ministério dos Negócios Estrangeiros e Liquidação emitido o Decreto Supremo N º 995 de 18 de maio de 1906, a anulação de 200 hectares perto da foz do rio, formando uma população. Então, chegando à área onde os imigrantes e espanhóis José Iglesias, que contribuíram para o desenvolvimento desta cidade. 
Finalmente, em 31 mai 1911 foi fundada oficialmente a cidade de Puerto Natales 
Ele fundou a cidade de "Puerto Natales" na foz do rio Natales Magallanes Território. 
Reproduzido por El Comercio de Punta Arenas na sua edição de 28 de junho de 1911. 
Com a fundação da Bories Puerto geladeira, em funcionamento Sociedade de Tierra del Fuego (setf) abriu muitas oportunidades para o trabalho, não só em diversas instalações, mas também em salas adjacentes. Assim que chegaram colonos da ilha de Chiloé, aumentando rapidamente o número de habitantes de pequenas cidades. 
Tanto é assim que os trabalhadores foram mobilizados para a movimentação de carga, o setf construiu duas estradas de ferro entre Porto Bories e Puerto Natales. O trem começou seus serviços no início de 1915. 

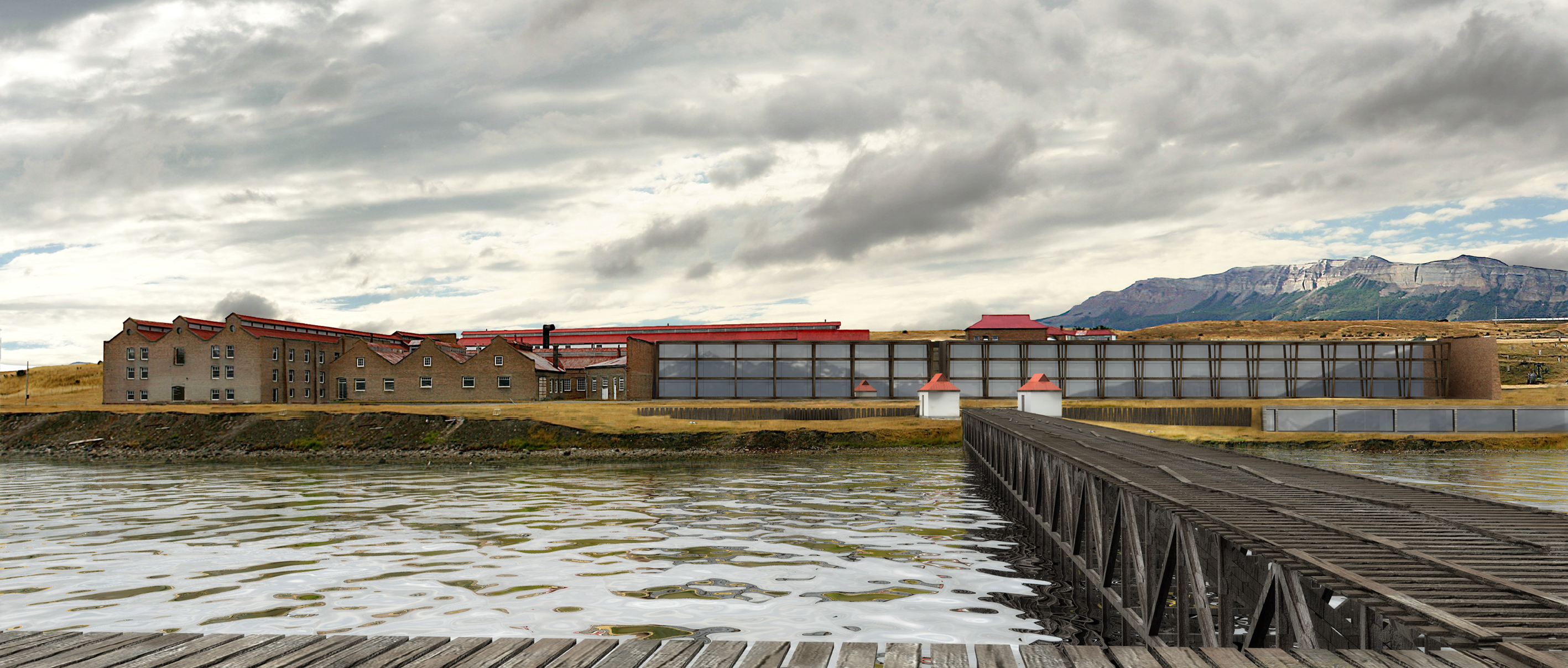
The Singular Patagonia, Puerto Bories hotel

Puerto Bories, é hoje um Monumento Nacional do Chile. O museu está localizado, resume a história e as tradições da região, mostrando a importância do frigorífico para o desenvolvimento econômico de Puerto Natales e no resto da Patagônia, com as máquinas do início do século XX, em perfeitas condições. O edifício original é um estilo arquitetônico do final do século XIX inspirado na Inglaterra pós-vitoriana. Os The Singular Hotels, iniciou a restauração de Puerto Bories, para construir um hotel de luxo. 
Em 1917, o Cold Storage Company of Puerto Natales com base na geladeira Puerto Natales, que deu a vida e obra do porto, o desembarque dos navios mercantes que os levaram para a Europa para a carne de ovino e bovino. Ele tinha seções especiais para a produção e também tinha a sua própria doca e uma linha de comboio a partir de suas câmeras próprias para as transferências. 
Atualmente, esse porto proveniente de navios Puerto Montt que ligam o território Magalhães com o resto do país, porque ainda não há ligação por terra entre Aysén e essa área em território chileno.
Em janeiro de 2011 cidadãos desta cidade, apoiados pelo próprio prefeito, fizeram reféns 99 turistas brasileiros, negando-lhes auxílio ou mesmo gratidão pelo apoio ao seu desenvolvimento econômico através do turismo. Como conseqüência, um movimento da sociedade civil brasileira através das redes sociais propôs um boicote ao turismo no lado chileno da Patagônia.
Fonte: notícia na íntegra
1. ↑  «Parque Nacional Torres del Paine». CONAF (em espanhol). Consultado em 29 de outubro de 2024